# Sprattus fuegensis
Sprattus fuegensis är en fiskart som först beskrevs av Leonard Jenyns 1842.  Sprattus fuegensis ingår i släktet Sprattus och familjen sillfiskar. Inga underarter finns listade i Catalogue of Life.